# Idioma itene
El itene o moré es una lengua chapacura de Bolivia.
Desde la promulgación del decreto supremo N.º 25894 el 11 de septiembre de 2000 el moré es una de las lenguas indígenas oficiales de Bolivia, lo que fue incluido en la Constitución Política al ser promulgada el 7 de febrero de 2009.